# Catharsis (banda estadounidense)
Catharsis es una banda estadounidense de hardcore punk anarquista, oriunda de Chapel Hill, Carolina del Norte, activa principalmente entre 1994 y 2002, presentándose por Estados Unidos, Europa y Sudamérica.
A lo largo de los años 90s e inicios de los 00s, lanzaron dos álbumes de estudio: Samsara (1997) y Passion (1999), además de varios splits, EP y compilaciones. Casi la totalidad de sus lanzamientos han sido publicados de manera independiente por CrimethInc e Inside Front, manteniendo un trabajo horizontal y autogestionado, basado en el hazlo tu mismo.
Tras su primer quiebre, los miembros se unieron a bandas como Zegota, Paint It Black, Requiem, 3 Inches Of Blood, Trial, Neptune, Undying, Cathode, Walls of Jericho, y SECT.
Se reunieron en enero del 2013, para dar cuatro shows en promoción de su box-set Light from a Dead Star. Desde ahí han tenido presentaciones esporádicas por Estados Unidos y Europa.

## Influencias
A pesar de ser una banda hardcore punk, tomaron fuerte influencia del metallic hardcore, crust punk, death metal y d-beat, incluso de elementos clásicos, post-rock y reggae.
Catharsis cita como inspiración a Integrity, Neurosis, His Hero Is Gone, Breakdown, Starkweather, Amebix, Godspeed You! Black Emperor, Diamanda Galás, GISM, Refused y los primeros demos de la banda belga Negate. A su vez, SECT y Spencer Chamberlain de Underoath citan al grupo como una importante influencia.
La canción "Deserts Without Mirages" (del álbum Passion) tiene una influencia reggae, debido a la admiración de Brian Dingledine por Peter Tosh, siguiendo también a otras bandas como The Clash o Nausea. A su vez, el spoken word hace referencia a "The Dead Flag Blues" de Godspeed You! Black Emperor. Los samples de Passion son de "Dead Man" de Jim Jarmusch. 
Su sonido es oscuro, melancólico, dinámico y con frecuentes cambios de tiempo. Sus letras están influenciadas fuertemente por el colectivo anarquista descentralizado CrimethInc, del que algunos de los miembros son parte. En sus primeros años todos sus miembros eran straight edge, aunque –a diferencia de sus contemporáneos– no fue una etiqueta para la banda.

## Miembros
| Miembros actuales - Brian D – voces, guitarras (en estudio) (1994–2002, 2012–presente) - Alexei Rodriguez – batería (1994–2002, 2012–presente) - Matt Miller – guitarras (1996–2001, 2012–presente), bajo (1996–2001) - Ernie Hayes – bajo (1996–2001, 2012–presente) - Jimmy Chang – guitarras (2012–presente) | Miembros anteriores - Christopher Huggins – guitarras (1994) - Jimmy Chang – guitarras (1995–96) - Dan Young – guitarras (1996–98) - Stef – guitarras (2000–2002) - Mark Dixon – bajo (1994) - Jonathan Raine – bajo (1995–1996) - Josh Mosh – bajo (2001) - Sammi Cur – bajo (2001) - Rob Davis – bajo (2001–2002, 2013, en reemplazo de Matt en tour europeo) |

## Discografía
Álbumes de estudio

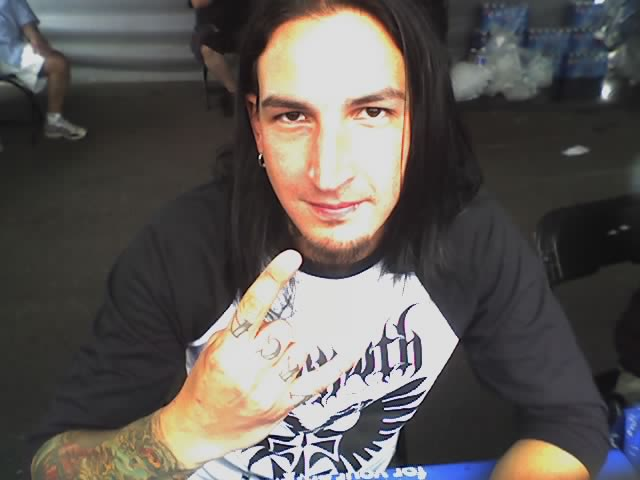
El baterista Alexei Rodriguez, en 2007

- Samsara CD/LP (1997, CrimethInc/Goodlife)
- Passion CD/LP (1999, CrimethInc/Scorched Earth Policy)

EP, demos y splits
- Fall CS (1994, Inside Front)
- Catharsis 7" (1995, Endless Fight)
- Catharsis / Gehenna LP (split con Gehenna, 1997, Wicked Witch)
- Catharsis / Newspeak CD (split con Newspeak, 1999, Liberation)
- Catharsis / Newborn CD/LP (split con Newborn, 2001, Scorched Earth Policy)
- Crimethinc. Bootleg Series I CD/LP (split en vivo con Zegota y Gehenna, 2004, CrimethInc)

Álbumes compilatorios
- Catharsis CD (1996, CrimethInc)
- Light From A Dead Star LP (2013, Refuse/CrimethInc)
- Light From A Dead Star I LP (2013, Refuse/CrimethInc)
- Light From A Dead Star II LP (2013, Refuse/CrimethInc)